# 中島葵
中島 葵（なかじま あおい、1945年〈昭和20年〉9月20日 - 1991年〈平成3年〉5月16日）は、日本の女優。本名同じ。

## 来歴
俳優で文学座所属の森雅之（有島行光）と、元宝塚歌劇団娘役で1941年に宝塚歌劇団を退団後に文学座に転じた梅香ふみ子（1911年 - 2013年）との間に出生。官僚・実業家の有島武と陸軍大将・男爵の神尾光臣が曾祖父、小説家の有島武郎が祖父、画家の有島生馬と小説家の里見弴が大伯父に当たる。
森と梅香が不倫関係（森が既婚者）だった上、葵の出生と前後して2人の関係は終わったため、母一人子一人（森からは16歳の時まで認知されなかった）で育った。
母方の曾祖父は熊本出身で大阪で活躍した有名な米相場師で、1896年に熊本市二本木遊郭に西日本最大級の遊郭である東雲楼を開業した中島茂七である。
熊本市二本木町生まれ。母の実家である東雲楼中島家で生まれる。1955年に兵庫県西宮市立高木小学校に転校。1956年にABC朝日放送児童劇団に入団、教育番組『子供の教室』（大阪テレビ放送）にレギュラーとして出演。1958年に芦屋女子学園中等部に入学、芦屋女子中学校・高等学校卒業。1961年、高校1年の時に父・森雅之と会い、認知を受ける。
1964年に日本大学藝術学部演劇科に特待生として入学、同時に文学座附属演劇研究所に入所。
大学は1965年に中退、1966年に文学座研究生、1971年には文学座座員になり、この間、初めて主役に抜擢（）された『黄金の頭』（1968年）、『聖グレゴリーの殉教』（1972年）などの舞台に立つ。この間、1970年、ドキュメンタリー映画監督・布川徹郎と結婚。1972年に離婚。1973年、文学座を退座。アングラ演劇、前衛演劇の世界へ活動の場を移す。
1973年「演劇センター68/71（黒テント）」の『シュールレアリズム宣言』に客演、同年『さよならマックス』から「黒テント」の正式メンバーとして参加、『喜劇 阿部定』（1973年／作・演 佐藤信）、『キネマと探偵』（1975年／作・演 佐藤信）に出演。その後、1978年に芥正彦と「ホモフィクタスACT&AOI劇団」を結成、旗上げ公演『悲劇天皇祐仁』（作・演 芥正彦）、『浄められた夜』（1984年）などを上演。
映画女優としては、初出演は1969年の『若者はゆく -続若者たち-』。1973年『ためいき』から日活ロマンポルノに次々と出演。滋賀銀行巨額横領事件を題材とした主演作『OL日記 濡れた札束』（加藤彰監督）などがある。また大島渚監督の『愛のコリーダ』での「吉蔵の妻役」も代表作である。独立系ピンク映画にも多く出演している。他には『道』・『吉原炎上』・『郷愁』・『四万十川』などに出演。テレビ・ドラマの出演も数々あった。昼ドラマで共演したひし美ゆり子は中島を「すごい女優だった」と回想している。
1988年に自ら手がけたプロデュース公演『川島芳子伝 終の栖、仮の宿』（岸田理生 作・演）で主演。
第一線で女優活動を継続していたが、子宮頸癌を患っていることが判明。闘病を続けていたものの1991年5月16日に母・梅香ふみ子を残して逝去した。享年45。

## 出演

### テレビドラマ
- 部長刑事（ABC）
  - 第118話「蟻地獄」（1960年）
  - 第133話「浅い春」（1961年）
  - 第138話「ひき逃げ」（1961年）
  - 第172話「あの星をねらえ 前編」（1962年）
  - 第662話「手術室」（1971年）
  - 第1116話「ABC30周年記念　昼と夜・女たちの部屋」（1980年）
  - 第1718話「新堕落論・S子のマイウェイ」（1981年）
  - 第1253話「二人の女」（1982年）
- 冷たい土地で（1967年、NHK）
- 愛の一家（1966年 - 1967年、NHK）
- 青春の条件（1967年、TBS）
- なかよし（1967年 - 1968年、CX）
- 雨（1968年、NHK）
- 連続テレビ小説
  - あしたこそ（1968年 - 1969年、NHK）
  - はっさい先生（1987年、NHK）
- えり子とともに（1969年、NTV）
- 24才「その夏の日に」（1969年、TBS）
- 目の上のタンコブ（1970年、ABC）
- 恐怖劇場アンバランス 「地方紙を買う女」（1973年、CX / 円谷プロ） - ホステス・香澄
- 狼・無頼控（1973年 - 1974年、MBS）
- 特別機動捜査隊 第662話「光と影の女」（1974年、NET） - 有子
- 銭形平次 第448話「紅とかげ」（1974年、CX） - おろく ※大川橋蔵版
- 愛のサスペンス劇場 「手紙-殺しへの招待-」（1975年、NTV）
- 夜明けの刑事 第70話「抱きつきスリ姉妹の殺意！」（1976年、TBS）
- Gメン'75 （TBS）
  - 第11話「ピストル市場」（1975年）
  - 第144話「雪原に消えた13人の乗客」（1977年）
- 大江戸捜査網 （12ch→TX / 三船プロダクション）
  - 第184話「前科なき殺人者」（1975年）
  - 第557話「悪役志願 替え玉一発勝負」（1982年）
- 必殺シリーズ（ABC / 松竹）
  - 必殺からくり人 第2話「津軽じょんがらに涙をどうぞ」（1976年 ） - おえい
  - 必殺からくり人・富嶽百景殺し旅 第13話「尾州不二見原」（1978年） - おりん
  - 翔べ! 必殺うらごろし 第4話「生きてる娘が死んだ自分を見た」（1978年） - くに
  - 新・必殺仕事人 第43話「主水表の仕事に熱中する」（1982年） - お島
- 新・木枯し紋次郎 第26話「お百度に心で詫びた紋次郎」（1978年、12ch）
- 大都会 PARTII（NTV）
  - 第15話「炎の土曜日」（1977年）
  - 第48話「狙われた刑事」（1978年）
- 大追跡（1978年、NTV）
  - 第3話「悪女が踊る」
  - 第19話「ご不要な亭主、始末します」
- 日立スペシャル・獅子のごとく（1978年、TBS）
- 飢餓海峡（1978年、CX）
- 七人の刑事（1978年 - 1979年、TBS）
- 柳生一族の陰謀 第24話「赤い薔薇には手を出すな!」（1979年、KTV）
- 平岩弓枝ドラマシリーズ・藍の女（1979年、CX）
- ザ・スーパーガール（12ch）
  - 第29話「全裸殺人 謎のマッサージ師」（1979年）
  - 第38話「結婚詐欺 誘惑の甘いメロディー」（1979年）
- 駆け込みビル7号室 第4話「何が女子高校生陽子を変えたのか?!」（1979年、CX / 三船プロ）
- 藍の女（1979年、CX）
- 桃太郎侍 （NTV） ※日本テレビ系、高橋英樹版
  - 第165話「あいつと呑んだ涙酒」（1979年）
  - 第192話「みなし子峠」（1980年）
- 西部警察 （ANB）
  - 第37話「炎の中で甦れ!」（1980年）
  - 第126話「また逢う日まで」（1982年） - 北島夫人
- 服部半蔵 影の軍団 第13話「真夜中の美女」（1980年、KTV）-御子神お竜
- 悪党狩り（1980年-1981年、12ch）
- ザ・ハングマンシリーズ（ABC）
  - ザ・ハングマン（1980年 - 1981年）
  - 新・ハングマン 第6話「恋を引き裂く愛人バンク」（1983年） - VIPクラブ社長・大原啓子 役
  - ハングマンGOGO 第9話「殺してやるからお嫁においで!」（1987年） - ブライダルサロン小泉社長・小泉園子 役
- 土曜ワイド劇場（ANB）
  - 怪奇! 金色の眼の少女（1980年）
  - 愛人バンク殺人事件（1984年）
  - 女ごろし・消し忘れた過去」（1985年）
  - 蒸発した女（1985年）
  - 西村京太郎トラベルミステリー8 特急北アルプス殺人事件（1986年）- みずえ
  - 墓場から生きかえった男（1988年）
- 特捜最前線 第227話「警視庁を煙にまく男!」（1981年）
- 江戸の用心棒 第14話「消された女」（1981年、CX）
- ロボット8ちゃん（1981年、CX）
- 火曜サスペンス劇場（NTV）
  - 死の断崖（1982年）
  - 可愛い悪魔（1982年）
  - 襲われて（1983年）
  - 行きずりの殺意（1984年）
  - 私が死んだ夜（1985年）
  - 過去からの声（1988年）
- 女捜査官 第6話「赤い暴走族・血の復讐」（1982年、ABC）
- 影の軍団III 第3話「忍びの虫は掃除虫」（1982年、KTV）
- わたしの父の反乱（1982年、NHK）
- 月曜ワイド劇場（ANB）
  - 家族ゲーム（1）（1982年）
  - 妻たちの思秋期II（1983年）
  - 追いつめられた団地妻（1985年）
- 遠山の金さん （ANB） ※高橋英樹版
  - 第1シリーズ 第43話「おんな牢・般若彫りの女!」（1983年）
  - 第2シリーズ 第20話「美人園遊会!」（1986年） - お美代の方
- 赤かぶ検事奮戦記III 第10話「純愛老人に負けた女」（1983年3月11日、ABC） - 千賀子
- ポーラテレビ小説 / おゆう（1983年、TBS） - きち
- 別れていい友（1983年、CX）
- 男の家庭科（1985年、CX）
- 暴れ九庵 第24話「汚れはしたものの」（1985年、KTV） - おりう
- スーパーポリス（1985年、TBS）
- サギ娘（1985年、CX）
- 樋口一葉（1985年、NHK）
- ただいま絶好調! 第4話「88回目の母の日」（1985年、ANB）
- 私鉄沿線97分署 第45話「UFO少年"ホシ"に接近!!」（1985年、ANB / 国際放映） - アキラの母親
- 妻たちの課外授業（1985年 - 1986年、NTV）
- 暴れん坊将軍II 第174話「十手無用の父娘鳥!」（1986年、ANB / 東映） - お紺
- どうぶつ通り夢ランド 第9話「ハートのサインが見えますか」（1986年、ANB）
- わたしの可愛いひと（1986年、CX）
- 妻たちの課外授業II（1986年 - 1987年、NTV）
- 金曜女のドラマスペシャル「闇からの叫び コンピュータに狙われた花嫁」（1986年、CX）
- おもいっきり探偵団 覇悪怒組（1987年、CX） - 荒井百合子
- ラストゴングが鳴るまで（1987年、NHK）
- 愛人宣言（1987年、TX）
- 少女コマンドーIZUMI 第7話「戦う教室!」（1987年、CX） - 星野明子
- 窓を開けますか?（1988年、CX）
- 追いかけて幸せ（1988年、CBC）
- 姑の殺意（1988年、MBS）
- 虹のある部屋（1988年、NHK）
- 疑惑の標的（1988年、TX）
- ぐるり富士山おまじないツアー（1988年、ANB）
- 時間ですよたびたび（1988年、TBS）
- 神の汚れた手（1988年、TBS）
- 別宅にて急逝（1989年、NTV）
- 海に消えた女（1989年、CX）
- HOW TO 結婚（1989年、MBS）
- 太平洋ベビーII（1989年、TBS）
- さすらい刑事旅情編II 第4話「山陽新幹線 道新幹後温泉に消えた女」（1989年、ANB）
- 熱中時代スペシャル 嵐を呼ぶ男（1989年、NTV）
- 女・交通刑務所（1990年、TBS）
- 体罰教室（1990年、NTV）
- M8.5直下型東京大地震（1990年、NTV）
- 許せ妻たち（1990年、KTV）
- 名古屋単身赴任殺人事件（1990年、TX）
- 壇上にて急逝（1990年、NTV）
- 老いたる父と（1990年、NTV）
- 夏色幽夢（1990年、MBS）
- 恍惚の人（1990年、NTV）
- おばあちゃんの嫁ぐ日（1990年、NTV）

### その他の番組
- 一枚の写真（1989年、CX）

### ラジオドラマ
- 上海幻影路（1983年11月13日、TBSラジオ） - かほる

### 映画
- 若者はゆく -続若者たち-（1969年、松竹） - 清子
- 華麗なる闘い（1969年、東宝） - 錦小路貞子
- 新宿アウトロー ぶっ飛ばせ（1970年、ダイニチ映配） - かほる
- ためいき（1973年、日活） - ヤス子
- 欲情の季節　蜜をぬる18才（1973年）
- 女教師　甘い生活（1973年）
- OL日記 濡れた札束（1974年、日活） - 北村潤子
- 続ためいき（1974年、日活） - ヤス子
- 大奥秘話　晴姿姫ごと絵巻（1974年）
- 青春の蹉跌（1974年）
- 赤ちょうちん（1974年）
- 炎の肖像（1974年）
- 卓のチョンチョン（1974年）
- 赤線最後の日 -昭和33年3月31日-（1974年）
- 御用牙　鬼の半蔵やわ肌小判（1974年）
- 秘本袖と袖（1974年）
- 花嫁は濡れていた（1974年）
- バージンブルース（1974年）
- 赤線玉の井 ぬけられます（1974年）
- カルーセル麻紀 夜は私を濡らす（1974年）
- 実録桐かおる -にっぽん一のレスビアン-（1974年）
- 喜劇 特出しヒモ天国（1975年）
- 極道社長（1975年）
- 新・団地妻　夫婦交換（1975年）
- 秘本　むき玉子（1975年）
- 神戸国際ギャング（1975年）
- 残酷・女高生（性）私刑（1975年）
- わななき（1975年）
- 安藤昇の わが逃亡とSEXの記録（1976年）
- あの感じ（1976年）
- 江戸川乱歩猟奇館 屋根裏の散歩者（1976年）
- 玉割り人ゆき 西の廓夕月楼（1976年）
- 東京（秘）ナイト・レポート 熱い樹液（1976年）
- 淫絶夫人　快楽の奥（1976年）
- 沖縄やくざ戦争（1976年）
- 修道女ルナの告白（1976年）
- 愛のコリーダ（1976年、東宝東和） - 吉田屋のおかみ・トク
- 四畳半芸者の枕紙（1977年）
- 肉体の悪魔（1977年）
- 夜這い海女（1977年）
- OL官能日記　あァ! 私の中で（1977年）
- 実録不良少女　姦（1977年）
- 発禁本「美人乱舞」より 責める!（1977年）
- 大奥浮世風呂（1977年）
- 壇の浦夜枕合戦記（1977年）
- 襲う!!（1978年）
- 新・人間失格（1978年）
- 宇能鴻一郎の看護婦寮（1978年）
- 団鬼六 縄化粧（1978年）
- （秘）肉体調教師（1978年）
- 十九歳の地図（1979年）
- 濡れた週末（1979年）
- 五番町夕霧楼（1980年、松竹） - 久子
- 快楽学園　禁じられた遊び（1980年）
- 青春の門（1981年、東映） - 平井君代
- 魔界転生（1981年、東映） - 百姓
- さらば愛しき大地（1982年）
- オキナワの少年（1983年）
- のぞき（1983年）
- 丑三つの村（1983年、松竹富士）
- 刑事物語3 潮騒の詩（1984年）
- 春の鐘（1985年）
- 火まつり（1985年、シネセゾン） - 基視子の姉
- 夢千代日記（1985年、東映） - 朝子
- 二代目はクリスチャン（1985年）
- 道（1986年）
- 吉原炎上（1987年、東映） - 峯半の女将
- 郷愁（1988年）
- 悪徳の栄え（1988年）
- 花園の迷宮（1988年）
- 嵐の中のイチゴたち（1989年）
- 激動の1750日（1990年、東映） - 昌平の母
- 四万十川（1991年、ヘラルド・エース、日本ヘラルド映画） - タケ

### 吹き替え
- あの胸にもういちど（レベッカ）
- 刑事コロンボ・黄金のバックル（ジェニー）
- 結婚1年生　(ジェーン <サリー・フィールド>)
- さよならパリ　(アン<ジーン・セバーグ>)
- スターロスト　宇宙船アーク  (レイチェル/ゲイ・ローワン)
- ダーリング　(ダイアナ・スコット（ダーリング）<ジュリー・クリスティ>)
- チミノ夫人のピアノ(遠い道(NHK放送時タイトル)) ( ポランスキー 【ペニー・フラー 】)
- 動物先生の日記　(ティギー)
- 遥かなる西部
  - 最終回　(フロー<カーミン・マローセロ>)
- イントレピッドと呼ばれた男　(シンシア<ゲイル・ハニカット>)
- マラソンマン（エルザ・オペル）
- みじかくも美しく燃え　(<ピア・デゲルマク>)
- 誘拐　(バーバラ<バーバラ・パーキンス>)

## 演劇
- チェインジリング（1971年、文学座）
- 怒濤（1971年、文学座）
- 白い悪魔（1971年、文学座）
- 結婚（1971年、文学座）
- 聖グレゴリーの殉教（1972年、文学座）
- ロミオとジュリエット（1972年、文学座）
- にっぽん水滸伝（1972年、不連続線）
- シュールレアリズム宣言（1973年、黒テント）
- さよならマックス（1973年、黒テント）
- 喜劇　阿部定（1973年、黒テント）
- キネマと探偵（1975年、黒テント）
- かくも長き不在（1976年）
- 夢の渡り鳥（1976年）
- 春のめざめ（1977年）
- 四人の女の子（1977年）
- バカ田大ギャグ祭（1977年）
- オスカル新宿大木戸物語（1977年）
- 鳴神（1977年）
- 悲劇天皇祐仁（1978年、ホモフィクタス）
- 美しの日々（1978年、ホモフィクタス）
- X―DAY（1979年、ホモフィクタス）
- 昔の日々（1979年）
- 入江（1980年）
- かもめ（1980年）
- バーレスク1931（1981年）
- 牡丹燈籠（1982年、尾上菊五郎新秋特別公演）
- 黒念仏殺人事件（1982年）
- イカルガの祭（1983年）
- 星からの悪い知らせ（1983年、ホモフィクタス）
- ジョン王（1983年）
- オイディプス昇天（1983年）
- 地獄の天使（1984年）
- 浄められた夜（1984年、ホモフィクタス）
- 展覧会の絵（1984年）
- ハムレット・ライブ（1986年）
- イエルマ（1986年）
- ロマノフの海（1987年）
- 川島芳子伝　終の栖、仮の宿（1988年）
- マクベス（1989年）
- リボン・惑星・涙の木（1989年）
- ドレッサー（1989年）

## 著作
- 『中島葵全作品集I　小さな劇場』（兼六館出版、1993年）
- 『中島葵全作品集II　もう片方の運動靴は咲き乱れる花の中に落ちている』（兼六館出版、1993年）
- 『女優 中島葵　もう一人の「或る女」がここに生まれる』（アルファ・エージェンシー、1992年）＊追悼集

## 関連作品
- 『生の証しをのこして』 石村博子著 1997 筑摩書房 ちくまプリマーブックス - 早逝した3人の芸術家の1人として中島が扱われている。